# Iskry

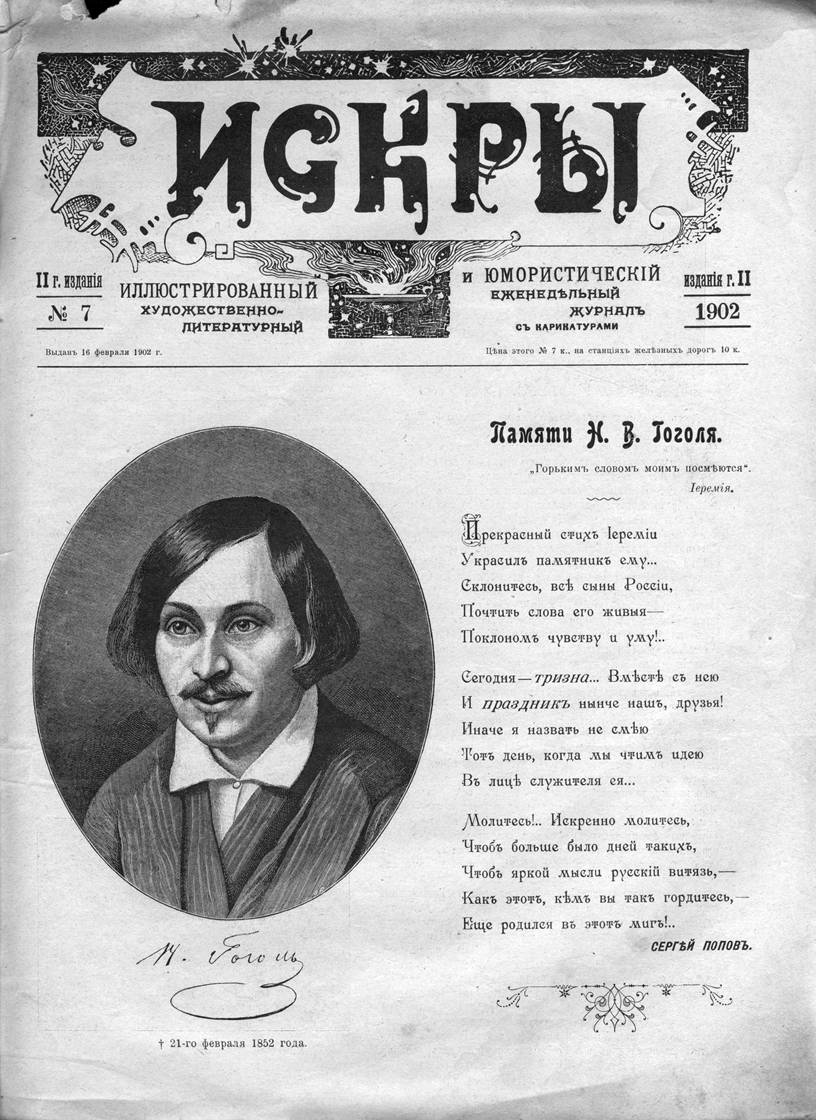
N° de 1902 avec Gogol en couverture.

Iskry («Искры», ce qui signifie « étincelles ») est une revue hebdomadaire illustrée, supplément du journal russe Rousskoïe slovo qui est parue de 1901 à 1917 dans l'Empire russe.

## Histoire
La revue a commencé sa publication en 1901 à Moscou, éditée par Ivan Sytine (1851-1934). Le premier rédacteur en chef est Anatoli Alexandrov (1861-1930), poète et journaliste, puis à partir de 1902 le feuilletoniste Vlas Dorochevitch (1865-1922).
La rédaction de la revue se trouvait dans une maison à l'angle de la rue Petrovka et du passage Rachmaninov. Elle cesse sa parution en 1917 sur ordre du comité militaire révolutionnaire de Moscou. 
Orientée vers le grand public, cette revue illustrée avec nombre de photographies était lue dans tout l'Empire.

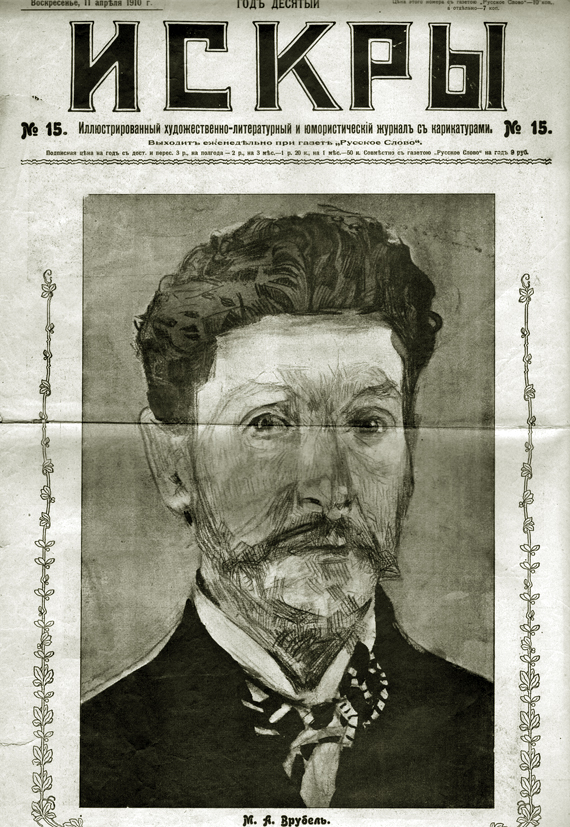
Portrait de Vroubel, n° 15, 1910
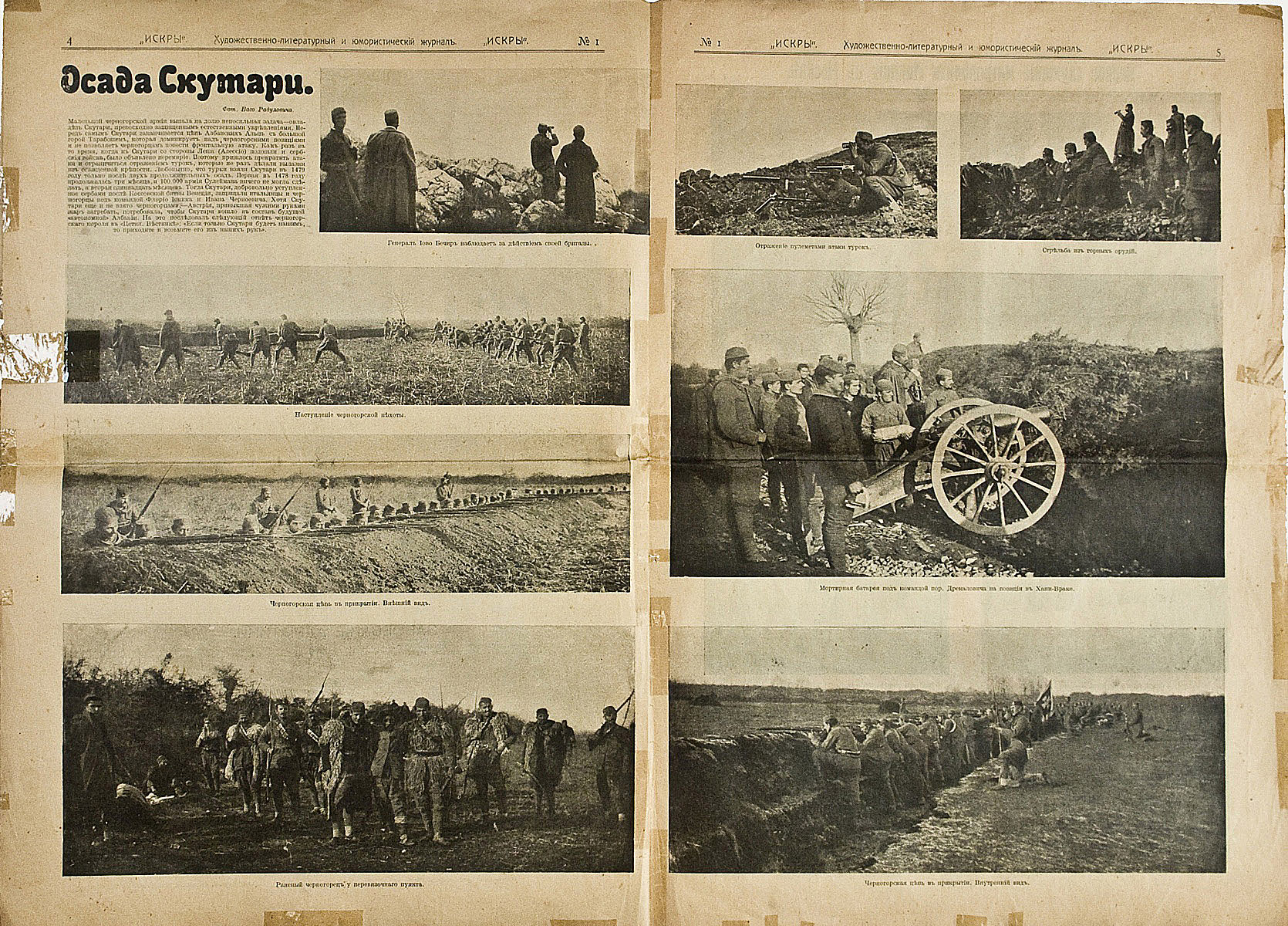
N° 1 du 6 janvier 1913
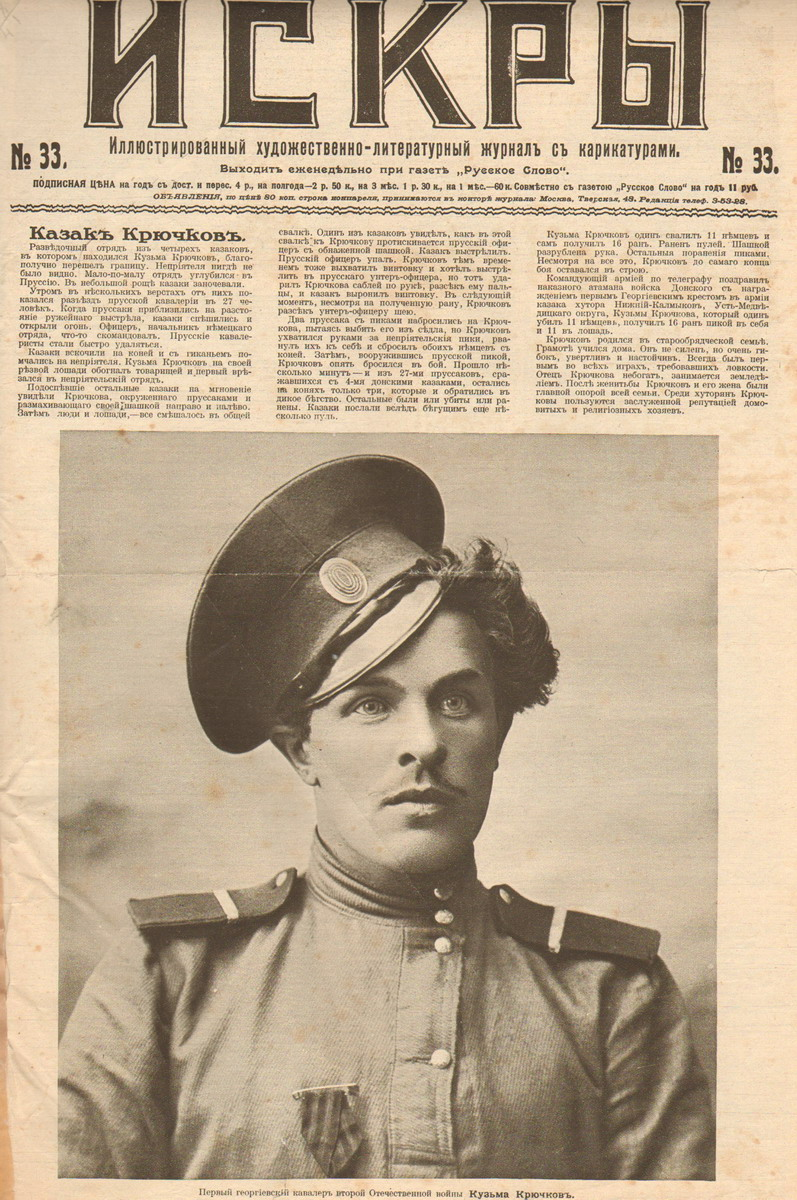
N° 33 (1914), article sur le cosaque Kozma Krioutchkov
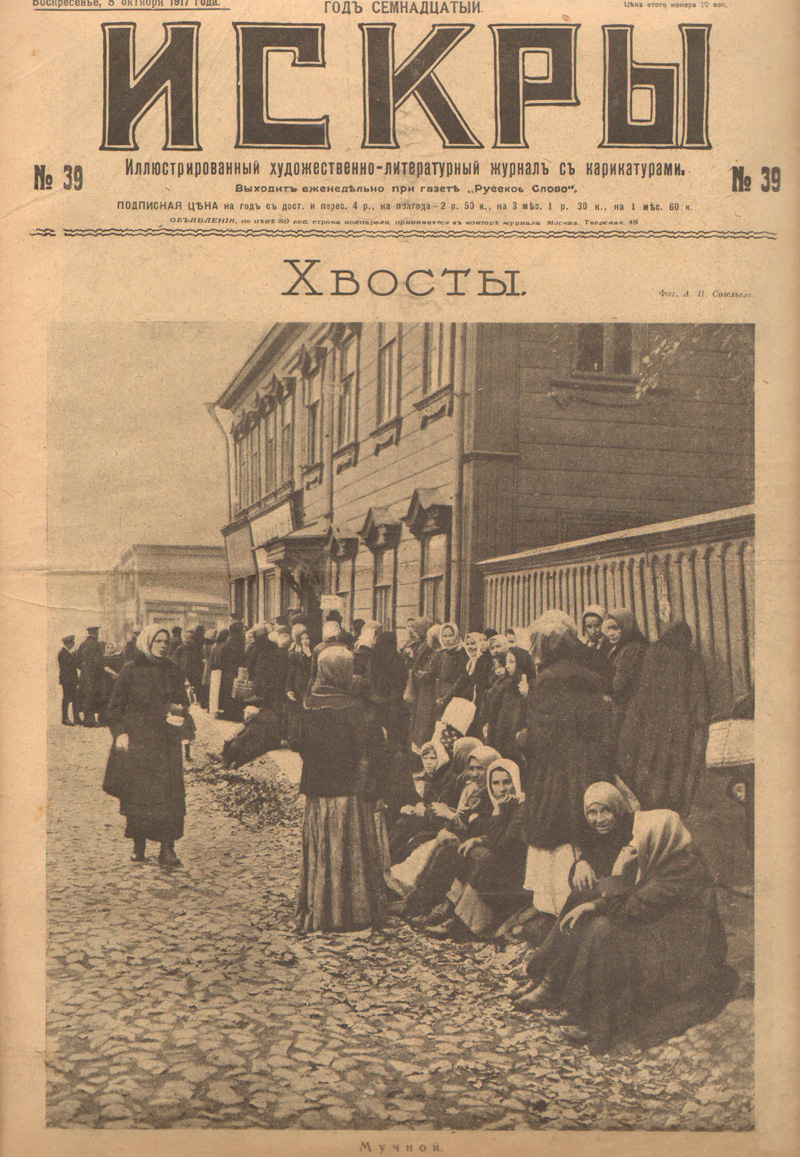
N° 39 (1917)